# Куркино (Красноярский край)
Куркино — деревня в Каратузском районе Красноярского края, входит в Черемушинский сельсовет

## История
Основана в 1901 г. В 1926 году заимка Куркина состояла из 2 хозяйств, основное население — эсты. В составе Нижне-Буланского сельсовета Каратузского района Минусинского округа Сибирского края.

## Население
| 1926 | 2010 | 2012 |
| ---- | ---- | ---- |
| 11   | ↗29  | ↗47  |